# Mühlenstraße 34 (Stralsund)
Das Wohnhaus Mühlenstraße 34 in Stralsund ist ein denkmalgeschütztes Bauwerk in der Mühlenstraße.

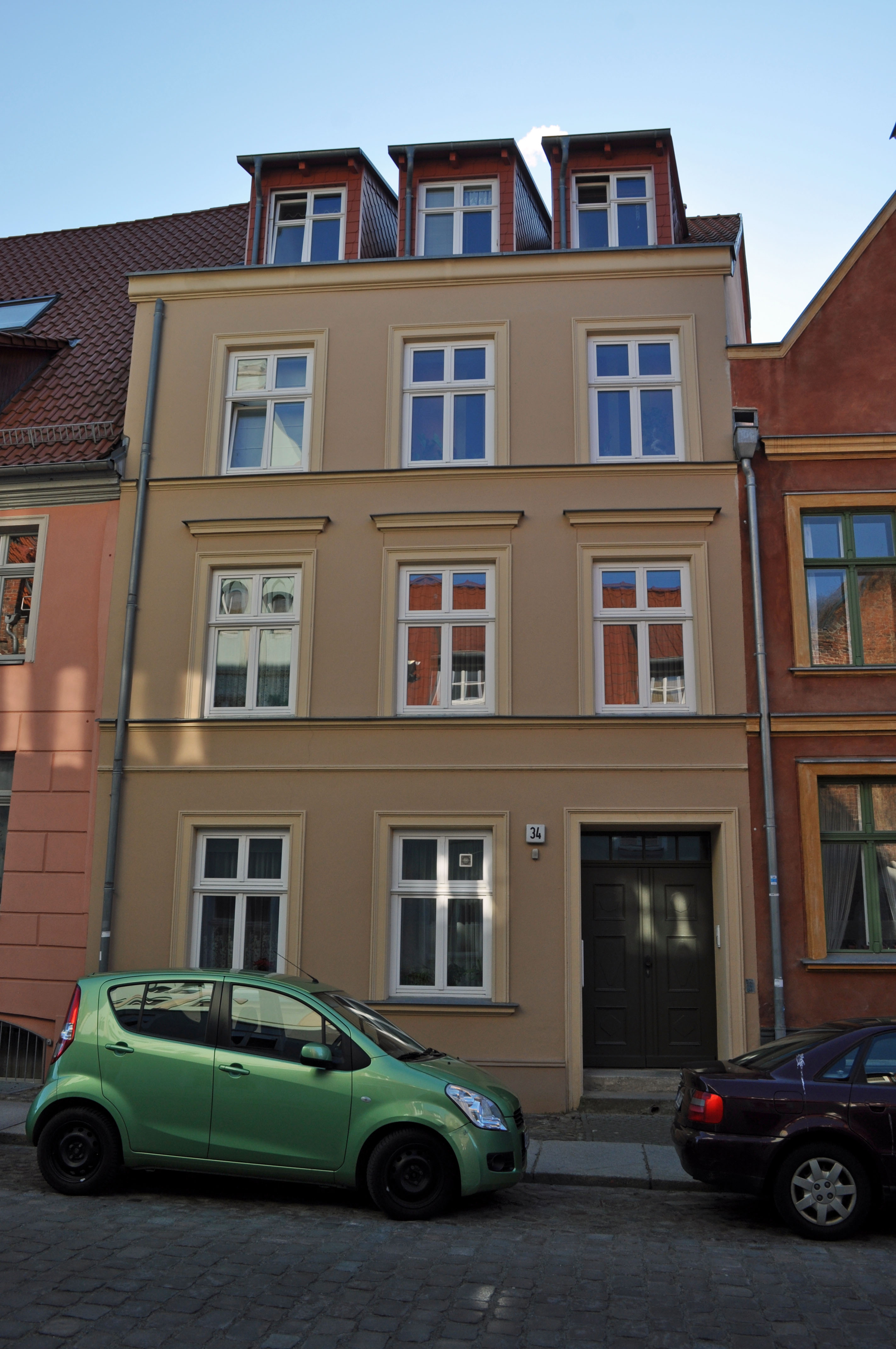
Haus Mühlenstraße 34 in Stralsund (2012)

Das dreigeschossige Haus wurde Mitte des 19. Jahrhunderts als Putzbau errichtet. Die Fassadengliederung ist spätklassizistisch ausgeführt. Die Haustür stammt aus der Bauzeit.
Das Haus im Kerngebiet des von der UNESCO als Weltkulturerbe anerkannten Stadtgebietes des Kulturgutes „Historische Altstädte Stralsund und Wismar“ ist in die Liste der Baudenkmale in Stralsund eingetragen.